# Kepler-93c
Kepler-93c es un planeta extrasolar que forma parte un sistema planetario formado por al menos 2 planetas. Orbita la estrella denominada Kepler-93, situada en la constelación de Lyra. Su supuesta existencia no está confirmada, pero se detectó una influencia en la velocidad radial del sistema que sugería que debe existir un planeta con una masa superior a 8,5 masas jovianas.